# Зільберник Костянтин Олександрович
Костянтин Олександрович (Кадиш Сендерович) Зільберник (19 червня 1853, Ковно, Гродненська губернія, Російська імперія — 24 травня 1920, Лебедин, Харківська губернія, УСРР) — земський лікар, організатор охорони здоров'я у Лебединському повіті.

## Ранні роки
Народився 27 липня 1853 року в місті Гродно в родині власника миловарної фабрики Олександра Зільберника та його дружини Ґоди. Мав сестру Клару та брата Йозефа. Родина Зільберників мала єврейське походження.
1878 року закінчив медичний факультет Харківського університету.

## Лікар у Лебедині

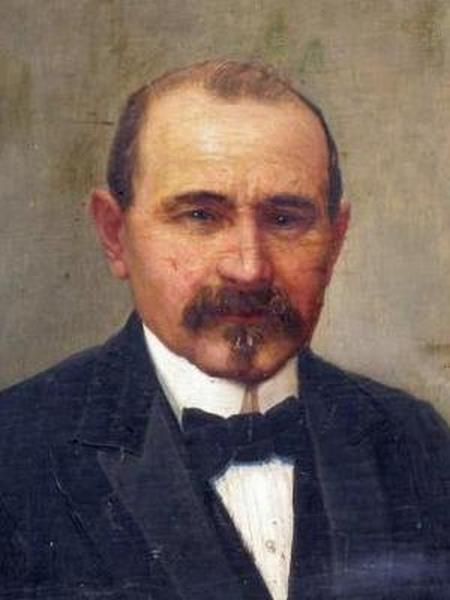
Портрет роботи І. М. Святенка, 1909 або 1910 рік

За запрошенням Лебединського земства 1878 року прибув до Лебедина, де почав працювати земським лікарем.
На момент прибуття Зільберника до Лебедина медична система повіту була занедбаною. Завдяки його діяльності вдалося розширити мережу лікувальних закладів. За сприяння графа Василя Капніста у 1901—1903 роках була побудована хірургічна лікарня, якою керував Зільберник. У 1910—1912 роках граф Олексій Капніст побудував для лікаря будинок у Лебедині (зараз — Лебединський міський художній музей імені Бориса Руднєва).
Зільберник проводив у своїй лікарні хірургічні операції, зокрема складні акушерсько-гінекологічні, порожнинні очні та кісткові втручання. 1906 року він провів 758 операцій, у 1908 — 962, у 1911 — 760, у 1914 — 1905.
Під керівництвом Зільберника медичну практику проходив відомий український хірург Михайло Ситенко, а Микола Милостанов згадував, що Костянтин Зільберник прищепив йому любов до хірургії.
1913 року Костянтин Зільберник став першим почесним громадянином Лебедина відповідно до рішення міської думи за «видатну працю на користь населення високоталановитого і гуманного лікаря».

## Державна служба
Костянтин Зільберник був піклувальником Харківського навчального округу, з 1883 року — лікарем Лебединського повітового училища, а з 1892 — директором Лебединського повітового піклувального відділення у справах в'язниць.
Рішеннями Державного Сенату Російської імперії Зільберник був затверджений у цивільних чинах:
- титулярного радника (31 серпня 1884);
- колезького асесора (3 жовтня 1885);
- надвірного радника (20 березня 1887);
- колезького радника (березень 1891)[9].

## Смерть

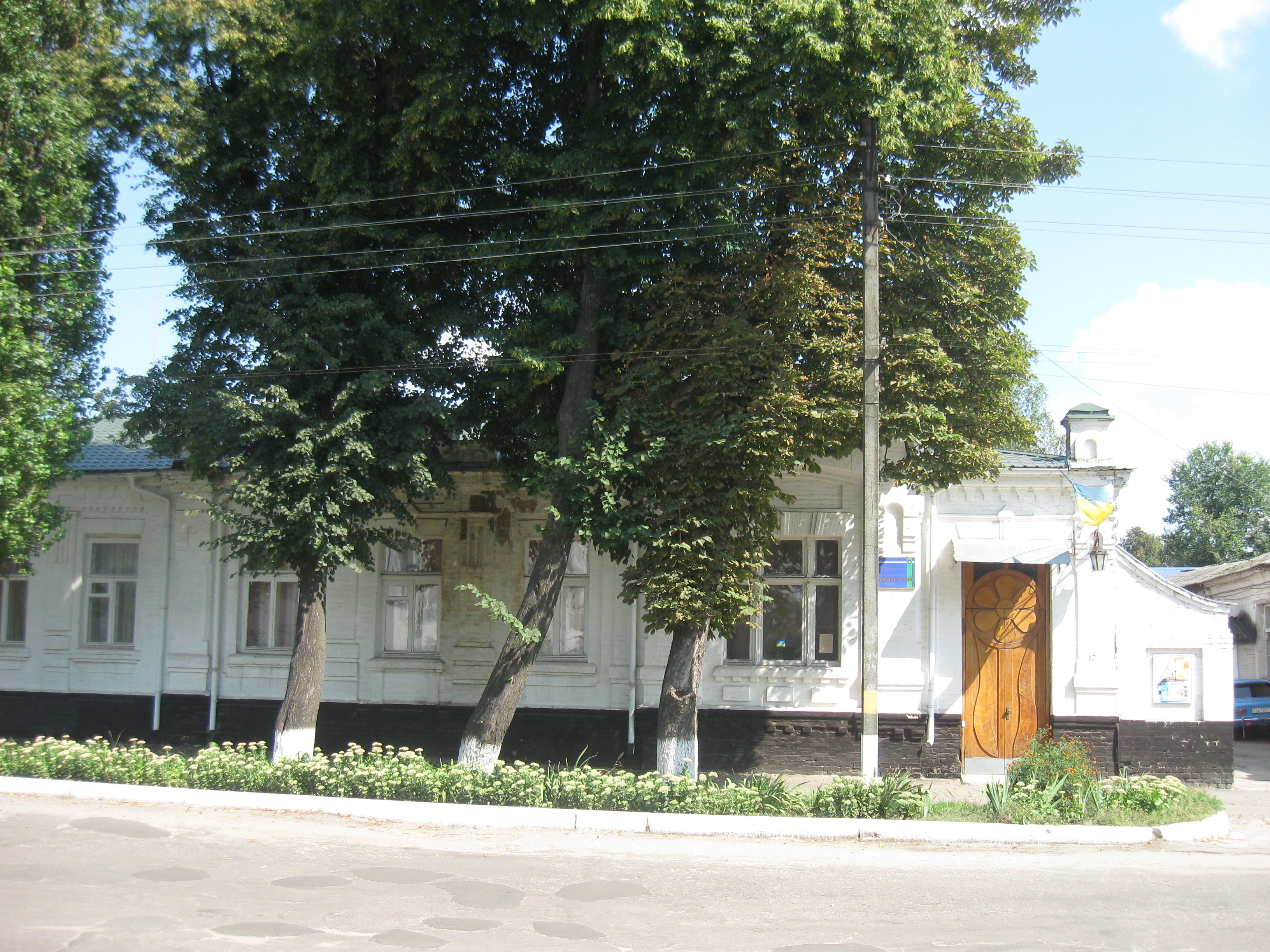
Будинок Костянтина Зільберника, збудований за кошт графа Олексія Капніста в 1910—1912 роках (нині — Лебединський міський художній музей імені Бориса Руднєва)

Під час епідемії тифу в 1920 році Зільберник брав участь у боротьбі проти поширення хвороби. При цьому він сам захворів на неї та помер 24 травня 1920 року.
Костянтина Зільберника поховали на Лебединському єврейському кладовищі.
1941 року, під час вторгнення нацистської Німеччини в СРСР, єврейське кладовище Лебедина було розгромлене, в тому числі й могила Костянтина Зільберника. У 1960-х роках місце поховання лікаря віднайшов краєзнавець Костянтин Дудченко, а 1968 року його прах перепоховали на Троїцькому кладовищі та встановили там обеліск. 2018 року на могилі встановили новий пам'ятник.

## Сім'я
Мав дружину Ревеку Іллівну. У шлюбі народилися дві дочки:
- Софія (нар. 20 жовтня 1883)
- Ольга (нар. 25 грудня 1889)

Дружина та дочки Зільберника також сповідували юдаїзм.

## Нагороди
14 лютого 1891 року Зільберника нагородили Орденом Святої Анни III ступеня за старанну службу.

## Вшанування пам'яті
На честь Костянтина Зільберника названо лікарню та провулок у Лебедині.